# Woodsfield
Woodsfield és una població dels Estats Units a l'estat d'Ohio. Segons el cens del 2000 tenia 2.598 habitants.

## Demografia
Segons el cens del 2000, Woodsfield tenia 2.598 habitants, 1.127 habitatges, i 726 famílies. La densitat de població era de 491,7 habitants per km².
Dels 1.127 habitatges en un 25,7% hi vivien nens de menys de 18 anys, en un 50,5% hi vivien parelles casades, en un 11,8% dones solteres, i en un 35,5% no eren unitats familiars. En el 32,4% dels habitatges hi vivien persones soles el 17,2% de les quals corresponia a persones de 65 anys o més que vivien soles. El nombre mitjà de persones vivint en cada habitatge era de 2,23 i el nombre mitjà de persones que vivien en cada família era de 2,81.
Per edats la població es repartia de la següent manera: un 20,7% tenia menys de 18 anys, un 7,1% entre 18 i 24, un 23,9% entre 25 i 44, un 25,3% de 45 a 60 i un 22,9% 65 anys o més.
L'edat mediana era de 44 anys. Per cada 100 dones de 18 o més anys hi havia 78 homes.
La renda mediana per habitatge era de 24.682 $ i la renda mediana per família de 33.500 $. Els homes tenien una renda mediana de 35.964 $ mentre que les dones 18.036 $. La renda per capita de la població era de 13.816 $. Aproximadament el 12,4% de les famílies i el 17,3% de la població estaven per davall del llindar de pobresa.

## Poblacions més properes
El següent diagrama mostra les poblacions més properes.